# 尤卡-佩卡·萨拉斯特

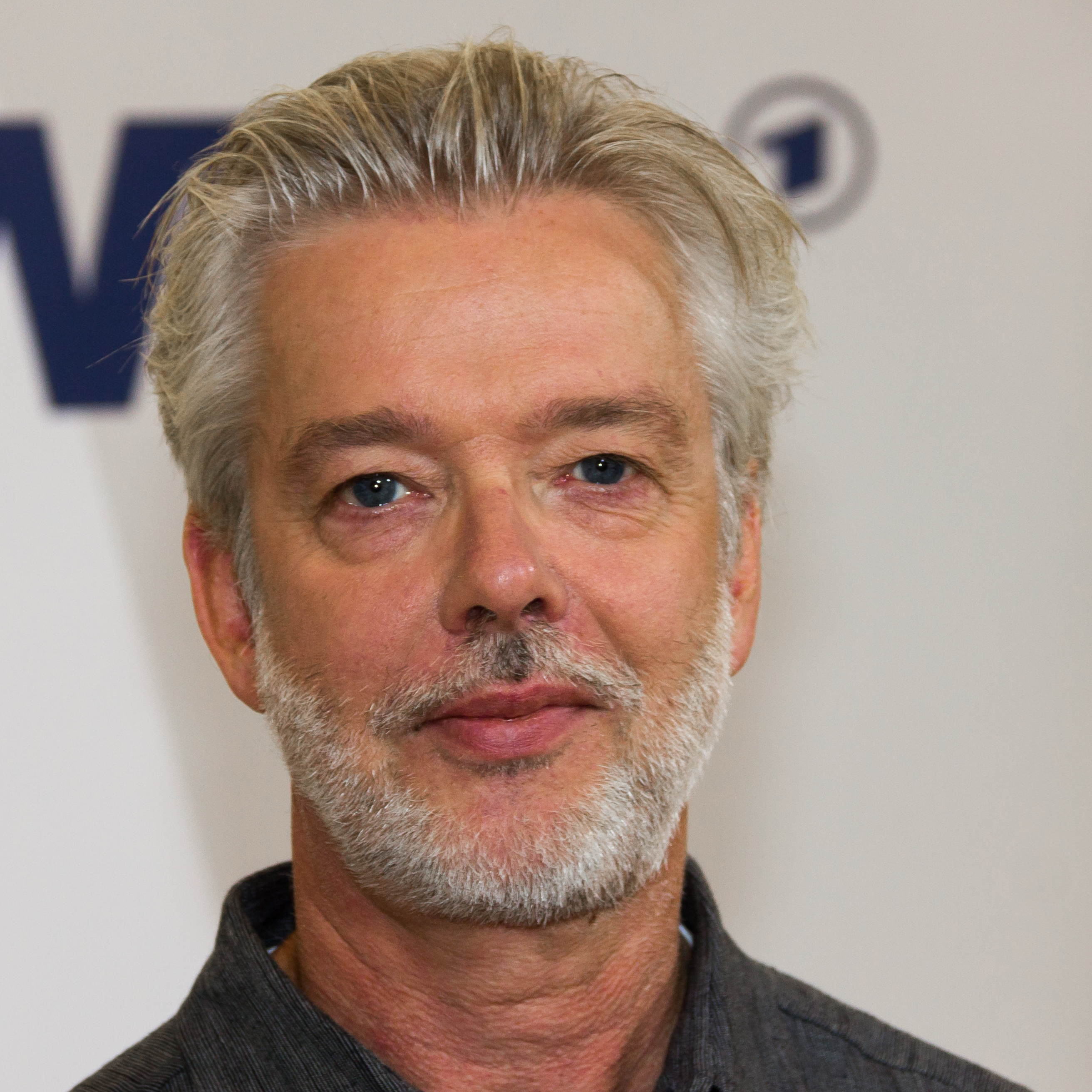
尤卡-佩卡·萨拉斯特（2014年）

尤卡-佩卡·萨拉斯特（芬蘭語：Jukka-Pekka Saraste，1956年4月22日—），芬兰指挥家、小提琴家。

## 职业生涯

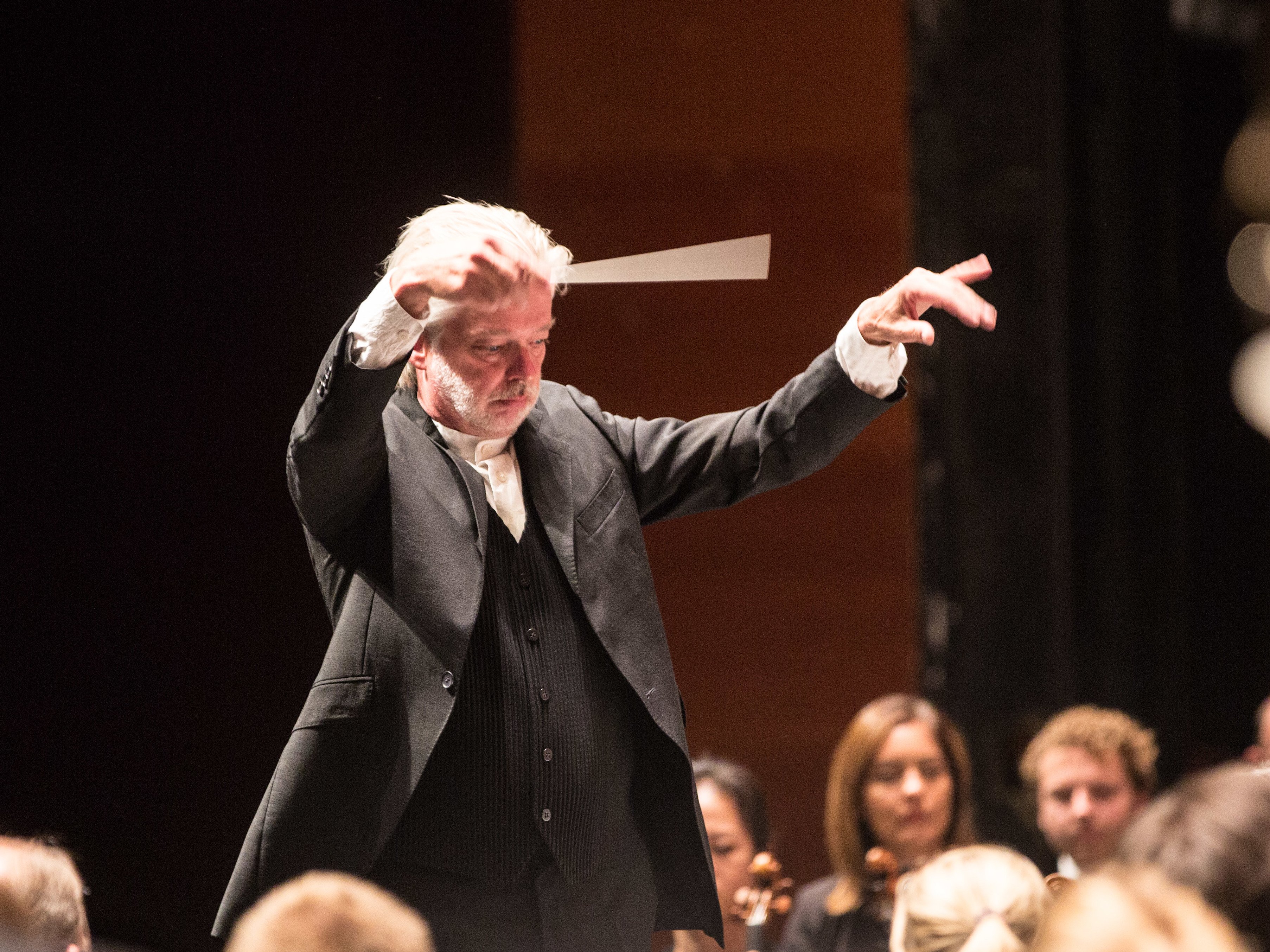
萨拉斯特指挥科隆西德广播交响乐团，2018年

尤卡-佩卡·萨拉斯特出生于芬兰拉赫蒂，幼时学习小提琴，曾与埃萨-佩卡·萨洛宁、奥斯莫·万斯凯一同就读于西贝柳斯音乐学院，师从约尔马·帕努拉。在成为指挥家以前，萨拉斯特在芬兰广播交响乐团担任第二小提琴首席，后来成为莱夫·塞格斯坦的助手。
萨拉斯特先后任职于芬兰广播交响乐团（1987－2001年）、苏格兰室内乐团（1987－1991年）、多伦多交响乐团（1994－2001年）、BBC交响乐团（2002－2005年）、奥斯陆爱乐乐团（2006－2013年）、拉赫蒂交响乐团（2008－2011年）等等，2010年起成为科隆西德广播交响乐团首席指挥，任期于2018/2019乐季结束。
萨拉斯特现为芬兰广播交响乐团荣誉指挥，他带领该团录制过两套西贝柳斯的交响乐全集。

## 获奖
萨拉斯特获得过芬兰国家音乐奖、芬兰狮子勋章（Pro Finlandia Medal）、西贝柳斯奖，拥有加拿大约克大学和西贝柳斯音乐学院的荣誉博士学位。

## 作品節選

### 商業錄音
- . Virgin Records Ltd. 1998. Barcode 724356145122.